# پوستوا
پوستوا (به ایتالیایی: Postua) یک کومونه در ایتالیا است که در استان ورسلی واقع شده‌است.

## خصوصیات
پوستوا ۱۶٫۶ کیلومترمربع مساحت و ۵۶۸ نفر جمعیت دارد.